# Globba colpicola
Globba colpicola är en enhjärtbladig växtart som beskrevs av Karl Moritz Schumann. Globba colpicola ingår i släktet Globba och familjen Zingiberaceae. IUCN kategoriserar arten globalt som starkt hotad. Inga underarter finns listade i Catalogue of Life.